# Messor ibericus
Messor ibericus är en myrart som beskrevs av Santschi 1931. Messor ibericus ingår i släktet Messor och familjen myror. Inga underarter finns listade i Catalogue of Life.